# Šabac

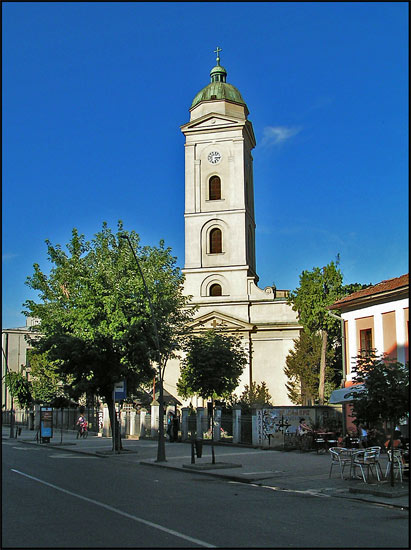
Biserica ortodoxă sârbă, Centrul orașului Šabac

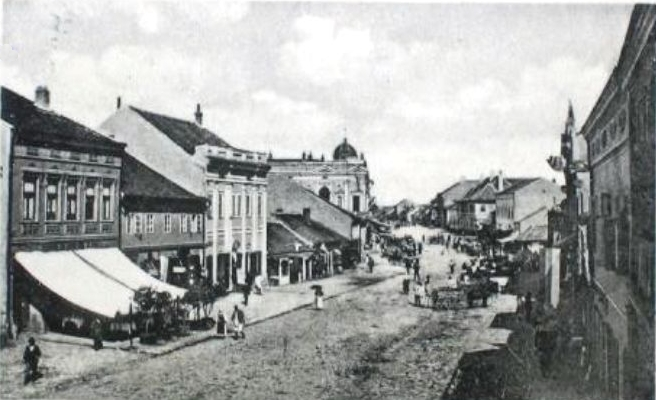
Šabac, în Regatul Serbiei, 1904

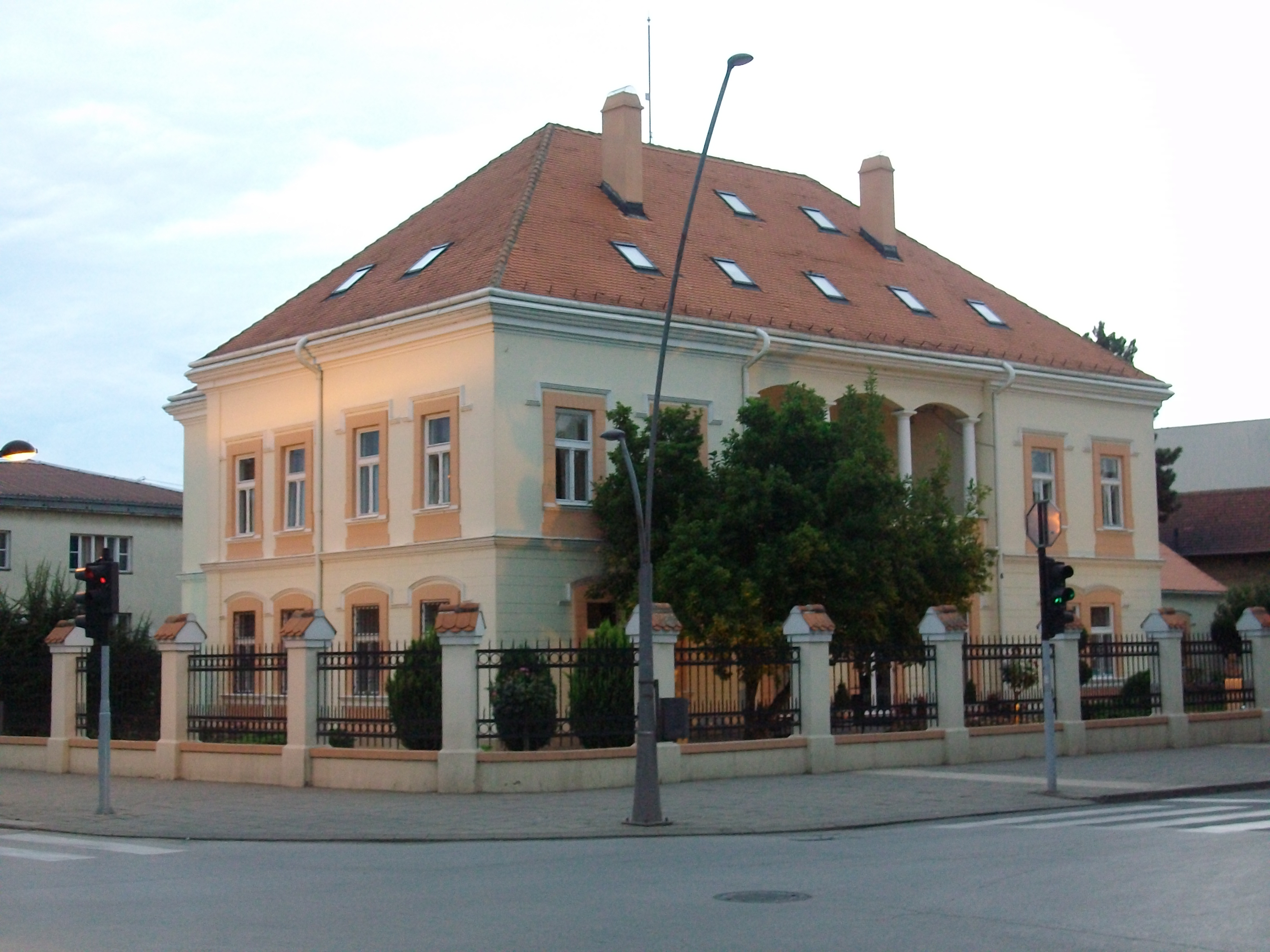
Biblioteca din Šabac

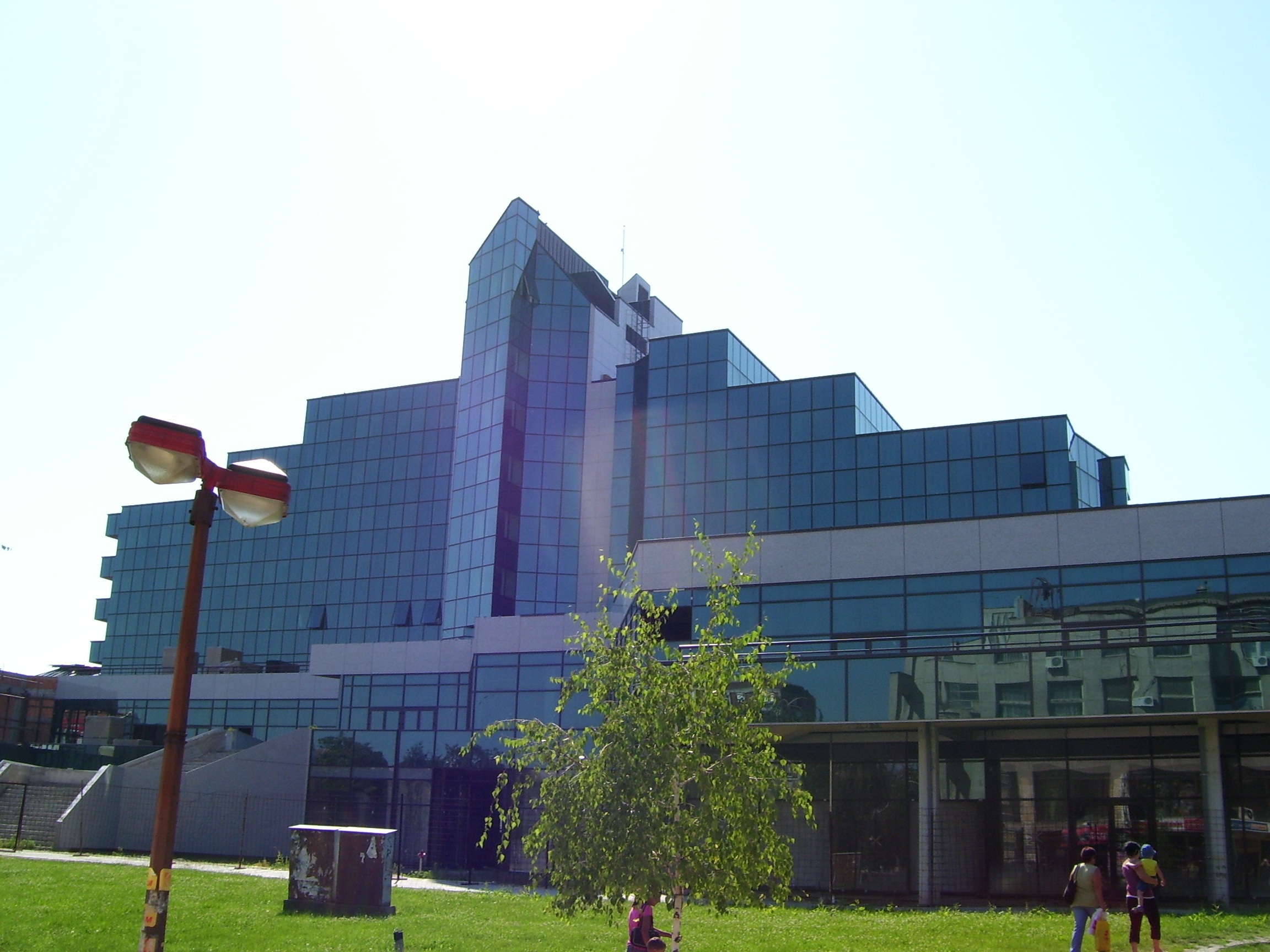
Hotel în Šabac

Šabac (în sârbă chirilică: Шабац, pronunțat [ʃâbat͡s]) este un oraș și centrul administrativ al districtului Mačva din vestul Serbiei. Centru tradițional al fertilei regiuni Mačva, Šabac este situat pe malul drept al râului Sava. Conform recensământului din 2011, orașul a avut o populație de 53.919, în timp ce aria sa administrativă a avut 118.347 de locuitori. 

## Nume
Numele Šabac a fost menționat pentru prima dată în documentele Republicii Ragusa care datează din 1454. Originea numelui orașului este incertă; este posibil ca numele său să provină de la numele principalului râu al orașului, Sava. Orașul este cunoscut printr-o varietate de nume diferite: Zaslon în sârbă medievală, Szabács în maghiară, Böğürdelen în turcă și Schabatz în germană. 

## Istorie
Dovezile arheologice atestă o așezare permanentă în această zonă în perioada neolitică. În Evul Mediu, o localitate slavă numită Zaslon a existat în actualul loc al orașului Šabac. Așezarea a făcut parte din Despotatul Serbiei până când a căzut în mâinile Imperiului Otoman în anul 1459. 
În 1470, otomanii au construit prima fortăreață din oraș și au numit-o Beyerdelen (Böğürdelen). În 1476, regele maghiar Matia Corvin a capturat fortul; a rămas sub administrarea Regatului Ungariei până în 1521, când a fost din nou capturat de otomani. Sub administrația maghiară, orașul făcea parte din Banatul de la Macsó, în timp ce sub administrația otomană a făcut parte mai întâi din Sangeacul din Zvornik aflat în provincia Bosnia, iar mai târziu o parte din Sangeacul Semendria. Šabac era centrul administrativ al nahiye-ului Šabac, o unitate administrativă locală otomană. În perioada otomană, Šabac a fost un oraș tipic oriental, cu străzi minuscule, magazine mici și mai multe moschei. Populația era compusă atât din musulmani, cât și de sârbi, alături de un număr mai mic de unguri și de croați.
Până în secolul al XIX-lea, Šabac a fost în mare parte sub administrație otomană, dar controlul asupra orașului a fost schimbat de mai multe ori între Imperiul Otoman și Monarhia Habsburgică în timpul războaielor otomano-habsburgice. Prima perioadă a stăpânirii habsburgice a început în 1718, când Šabacul a fost încorporată în Regatul Habsburgic al Serbiei. După Tratatul de la Belgrad (1739), Šabac a revenit sub control otoman și, aflat la granița dintre cele două imperii, a căpătat o importanță ca târg comercial. A urmat o a doua perioadă de control habsburgic a zonei începând din 1789. Asaltul asupra orașului a fost una dintre experiențele timpurii ale renumitului lider militar polonez din armata austriacă Józef Poniatowski. Controlul otoman asupra zonei a fost restaurat câțiva ani mai târziu. 
Šabac a devenit un loc de mare importanță în istoria Serbiei odată cu Prima Răscoală Sârbă, în 1806, atunci când Karađorđe Petrović a condus insurgenții sârbi într-una dintre primele victorii asupra armatei otomane, în apropierea satului Mišar din apropiere. Până în 1813, orașul a făcut parte din Serbia revoluționară. A urmat o scurtă perioadă de restaurare a controlului otoman, dar după cea de-a Doua Răscoală Sârbă din 1815, Šabac a fost inclus în Principatul acum autonom al Serbiei, sub dinastia Obrenovici. Această primă familie conducătoare din Serbia modernă și-a lăsat amprenta asupra orașului; Fratele knez-ului Miloš Obrenović, iluminatul Jevrem Obrenović, a construit o reședință personală și a ajutat la modernizarea orașului: în perioada 1820-1850 a fost înființat un spital, o farmacie, o școală liceală sârbă, o sală de gimnastică, un teatru și o societate muzicală. 
Armata otomană a evacuat fortul Šabac în 1867, marcând sfârșitul prezenței otomane în zonă. Primul ziar din Regatul Serbiei a fost tipărit la Šabac în 1883, iar orașul a fost și primul din Serbia, unde femeile au început să viziteze kafanas (pub-uri) duminica după amiază, care înainte erau accesibile doar bărbaților. 
Orașul a prosperat până la primul război mondial, când a fost ocupat și devastat de armata austro-ungară și și-a redus populația la jumătate (de la cca. 14.000 la 7.000). Primul Război Mondial este amintit și pentru Bătălia de pe Muntele Cer din apropiere, unde armata sârbă condusă de generalul Stepa Stepanović a obținut o victorie timpurie împotriva Austro-Ungariei în august 1914, prima victorie a Aliaților în război. După război, Šabac a fost decorat cu Crucea de Război a Franței (1920), Crucea de Război Cehoslovacă (1925) și Ordinul Steaua Karađorđe cu Săbii (1934). 
În 1918, orașul a devenit parte a Regatului sârbilor, croaților și slovenilor, nou format (ulterior redenumit ca Iugoslavia). Din 1918 până în 1922, a fost sediul administrativ al districtului Podrinje, din 1922 până în 1929 sediul administrativ al Oblastului Podrinje, iar din 1929 până în 1941 a făcut parte din Banovina Drina. O primă etapă în epoca iugoslavă a istoriei orașului a fost marcată de deschiderea fabricii chimice Zorka în 1938. Reînnoirea orașului a fost întreruptă de al doilea război mondial și ocuparea de către trupele germane (din 1941–44). În timpul ocupației germane, Šabac a făcut parte din zona guvernată de Administrația Militară din Serbia. Aproximativ 5.000 de locuitori din Šabac au fost închiși împreună cu alți 20.000 în lagărul de concentrare Šabac; incluzând 1.200 de evrei care au încercat să fugă cu așa-zisul transport Kladovo din Viena spre Israel dar au fost prinși de naziști în portul Šabac de pe râul Sava.
În cele din urmă, 7.000 de deținuți au fost uciși.    Orașul a fost eliberat de ocupație de către partizanii iugoslavi în 1944. După război, a fost inclus în Republica Populară Serbia în cadrul noii Iugoslavii socialiste. De atunci, s-a dezvoltat într-un oraș industrial modern, cu fabrica chimică Zorka menționată și cu o populație extinsă. În anii 1970 s-a construit prima sală modernă de sport. Mlaștina de la periferia orașului, Benska Bara, a fost drenată și transformată într-un cartier rezidențial și a fost construit un nou pod peste râul Sava. Până în 2010, populația orașului și a suburbiilor sale a crescut la 75.000. 

## Date demografice
Conform rezultatelor recensământului din 2011, orașul Šabac a avut o populație de 115 884 de locuitori. 

### Grupuri etnice
Compoziția etnică a orașului Šabac: 
| Grup etnic | populație |
| ---------- | --------- |
| sârbi      | 110642    |
| rromi      | 1,902     |
| musulmani  | 393       |
| croați     | 165       |
| iugoslavi  | 123       |
| Alții      | 2659      |
| Total      | 115884    |

## Comunități locale

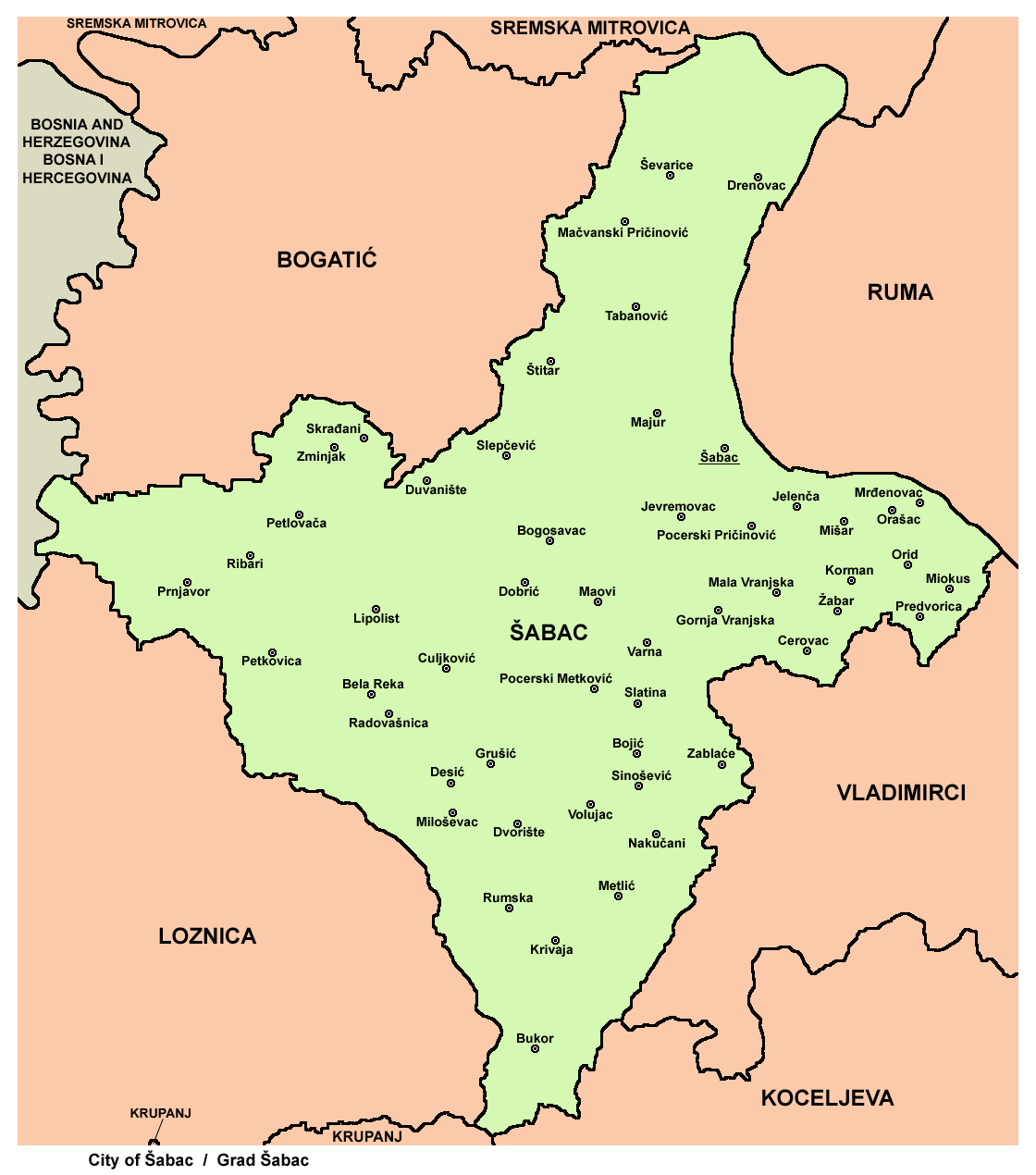
Harta orașului Šabac

| - Bela Reka - Bogatić - Bogosavac - Bojic - Bukor - Varna - Volujac - Gornja Vranjska - Gornja Rumska - Grušić - Dvořiště - Desić - Dobric - Drenovac - Duvanište - Zabar - Zablaće - Zminjak | - Jevremovac - Jelenča - Korman - Krivaja - Lipolist - Majur - Mala Vranjska - Maovi - Mačvanski Pričinović - Metlić - Miloševac - Miokus - Misar - Mrđenovac - Nakučani - Orasac - ORID - Petkovica | - Petlovača - Pocerski Metković - Pocerski Pričinović - Predvorica - Prnjavor - Radovašnica - Ribari - Rumska - Sinošević - Skrađani - Slatina - Slepčević - Tabanović - Cerovac - Culjković - Ševarice - Štitar |

## Economie
Înainte de 1990, Šabac avea una dintre cele mai bine dezvoltate economii printre orașele din Iugoslavia. Cu toate acestea, sancțiunile internaționale împotriva Iugoslaviei în timpul războiului din Bosnia  au provocat închiderea uzinei Zorka, care era principala întreprindere din Šabac. Multe alte firme locale majore precum „Šapčanka”, „Izgradnja” și „Nama” au fost, de asemenea, închise în această perioadă. 
Principalele industrii din Šabac sunt astăzi agricultura, transportul și producția de produse alimentare. Din 2000, unele dintre cele mai importante companii sunt uzina Mlekara Šabac, Elixir Group, Zorka Pharma și Hesteel Serbia Iron & Steel. Producția de zmeură este, de asemenea, foarte dezvoltată în zona Šabac. În septembrie 2017, Šabac era una dintre cele 14 zone economice libere din Serbia.
Următorul tabel oferă o previzualizare a numărului total de persoane înregistrate angajate de persoane juridice după activitatea lor principală (în 2019): 
| Activitate                                                                     | Total |
| ------------------------------------------------------------------------------ | ----- |
| Agricultură, silvicultură și pescuit                                           | 195   |
| Minerit și cariere                                                             | 46    |
| Fabricație                                                                     | 10085 |
| Alimentare cu energie electrică, gaz, abur și aer condiționat                  | 230   |
| Rezerva de apa; activități de canalizare, gestionare și remediere a deșeurilor | 579   |
| Construcții                                                                    | 1661  |
| Comerț cu ridicata și cu amănuntul, reparații de autovehicule și motociclete   | 6092  |
| Transport și depozitare                                                        | 2066  |
| Cazare și servicii alimentare                                                  | 858   |
| Informație și comunicare                                                       | 373   |
| Activități financiare și de asigurare                                          | 540   |
| Activități imobiliare                                                          | 64    |
| Activități profesionale, științifice și tehnice                                | 1,049 |
| Activități de servicii administrative și de asistență                          | 656   |
| Administrație publică și apărare; securitate socială obligatorie               | 1427  |
| Educație                                                                       | 2173  |
| Sănătate umană și activități de muncă socială                                  | 2176  |
| Arte, divertisment și recreere                                                 | 412   |
| Alte activități de servicii                                                    | 631   |
| Muncitori agricoli individuali                                                 | 3021  |
| Total                                                                          | 34334 |

## Sport
Există mai multe cluburi sportive în Šabac: 
- FK Mačva Šabac
- RK Metaloplastika
- VK Šabac
- Clubul de baschet Šabac
- Clubul de box Šabac
- Club de handbal feminin Medicinar
- Club de caiac „Zorka color” Šabac
- Clubul de lupte (Wrestling) Knight Šabac

## Mass-media locală
| - Radio Kruna (98.0 MHz) - Radio AS - Radio Roda - Radio Skala (106,8) - Radio Čivija - Radio Vikom | - RTV Šabac - TV AS - TV Vikom - TV Čivija | - Glas Podrinja - Podrinske novine - Sport u Podrinju |

## Educație

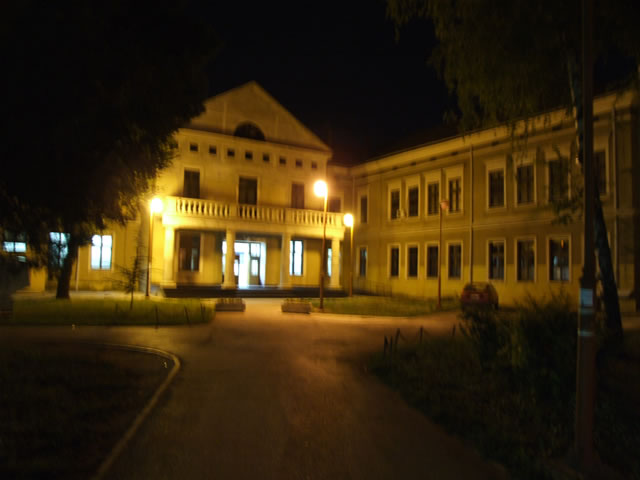
Școala liceală Šabac

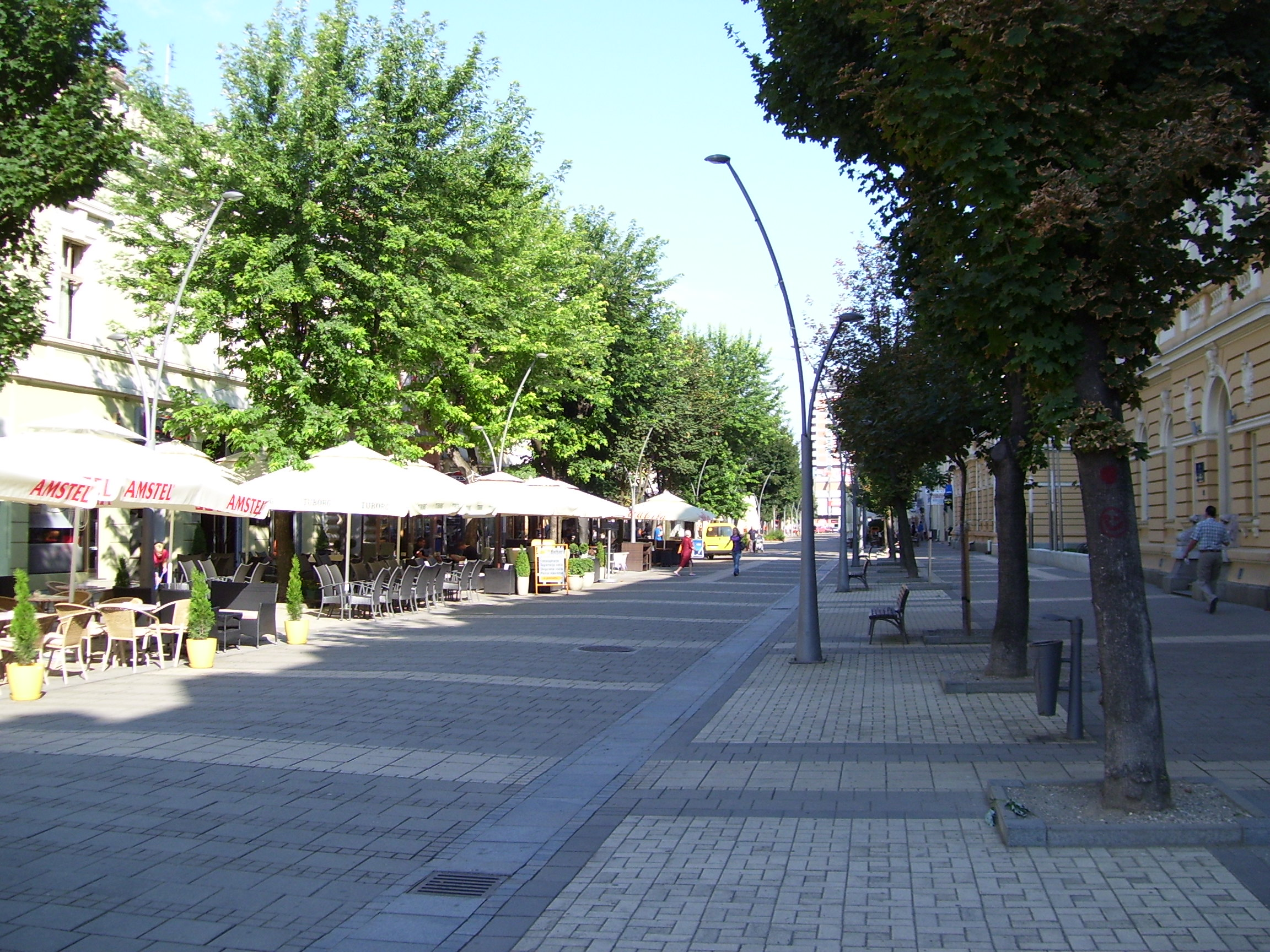
Str. Gospodar Jevremova din Šabac

### Școli elementare
- OŠ "Sele Jovanović"
- OŠ " Nikolaj Velimirović "
- OŠ " Vuk Karadzić "
- OŠ " Stojan Novaković "
- OŠ " Nata Jeličić "
- OŠ "Janko Veselinović"
- OŠ " Laza Lazarević "

### Licee
- Šabačka gimnazija (Școala Gimnazială Šabac)
- Liceul agricol
- Liceul de medicină "Dr. Andra Jovanović"
- Liceul economico-comercial
- Liceul de chimie
- Liceul tehnic
- Liceul de muzică Mihailo Vukdragović
- (Liceu de artă)

### Centre private de învățământ
- King's College [5]
- Premier
- Pygmalion [6]
- Interlink

## Transport

### Drumuri
Lungimea și starea drumurilor din oraș: 
- Drumuri principale 59,9 kilometri (37,2 mi)     (toate asfaltate)
- Drumuri regionale 111,4 kilometri (69,2 mi)     (toate asfaltate)
- Drumuri locale 304,2 kilometri (189,0 mi)     (din care doar 187,8 kilometri (116,7 mi) sunt asfaltați)
- Drumuri neconvenționale 2.700 kilometri (1.678 mi) (din care doar 20 kilometri (12 mi)     sunt asfaltați)

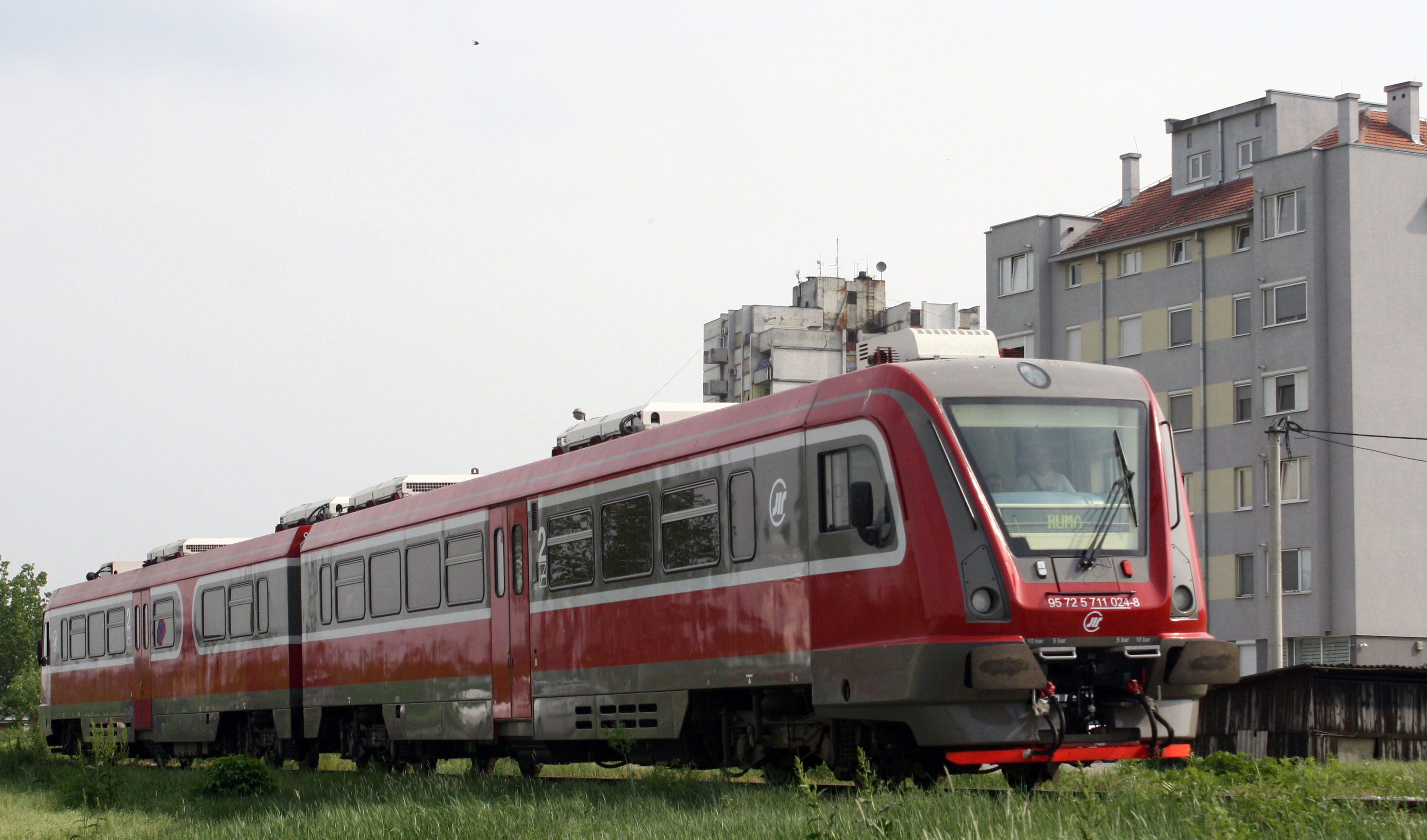
Locomotivă diesel cls. 711 a căilor ferate sârbe pe ruta locală de pasageri Šabac-Ruma care pleacă din Šabac.

- Străzile orașului 10 kilometri (6 mi)

### Calea ferată
Calea ferată prin Šabac face legătura între Ruma (coridorul X) și prin Šabac, către Loznica și Zvornik, continuă pe lângă râul Drina și conectează Serbia cu Bosnia și Herțegovina. O ramură care a conectat această linie cu Bogatić (Petlovača - Bogatić) este blocată. Căile ferate sunt utilizate pentru transportul de mărfuri și materii prime pentru fabrica Zorka și pentru transportul de călători la Ruma. 

## Politică
Locurile din consiliul municipal care au fost câștigate la alegerile locale din 2004:  Arhivat în 5 februarie 2012, la Wayback Machine.
- Partidul Democrat - Mișcarea de reînnoire sârbă (25)
- Partidul Radical din Serbia (13)
- Partidul Democrat din Serbia (11)
- Partidul Socialist din Serbia (8)
- Forța Mișcării Serbiei (6)
- G17 Plus (4)
- Partidul Țărănesc al Poporului (2)
- Grupul cetățenesc "Vocea poporului" (2)

## Organizații neguvernamentale din Šabac
Conform datelor neoficiale, în orașul Šabac, există peste 300 de organizații neguvernamentale înregistrate, cu o mare varietate de activități și obiective primare diferite. În mod tradițional, cele mai active sunt acele organizații ale căror obiective principale sunt umanitare, protejarea drepturilor persoanelor cu dizabilități, protecția drepturilor minorităților etnice, protecția categoriilor sociale vulnerabile, ecologie etc. 
Pe lângă organizațiile tradiționale active din Šabac, există organizații neguvernamentale care unesc tinerii în scopul protejării propriilor lor drepturi. În categoria socială a tinerilor se află cei care au vârsta sub 30 de ani și peste 15 ani, potrivit Ministerului (Departamentul) pentru tineret și sport din Republica Serbia. 
Unele dintre cele mai active organizații din Šabac sunt: Umbrela Tineretului (Omladinski Kišobran), Caritas - Šabac, Romii pentru romi, Inima umană a Šabacului (Humano srce Šapca), ONG-ul Light, ONG-ul Ecos. 

## Oameni notabili
- Antun Gustav Matoš, scriitor

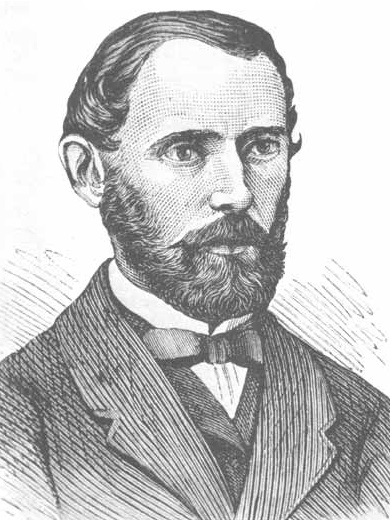
Vladimir Jovanović

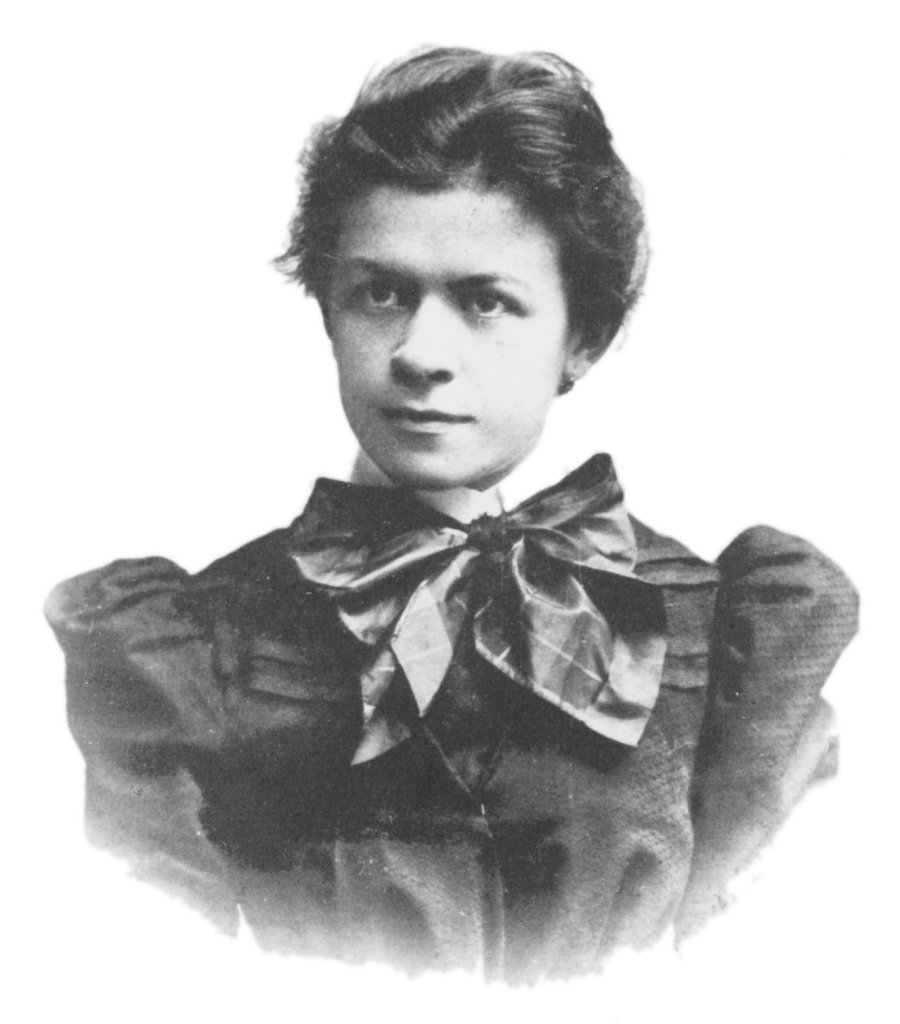
Mileva Marić - Einstein

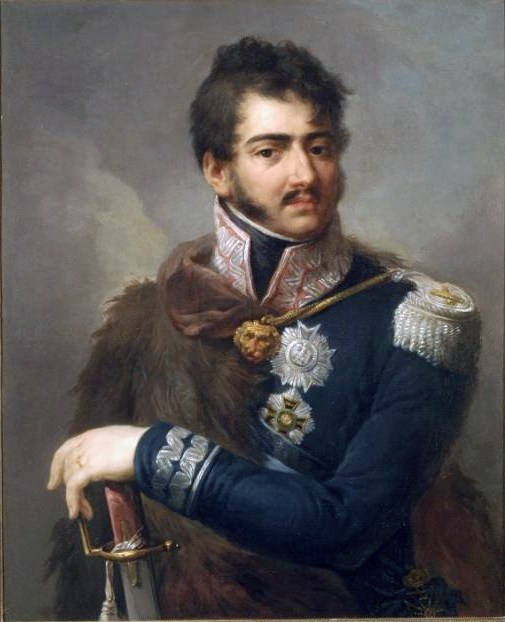
Józef Poniatowski

- Branimir Ćosić, scriitor și jurnalist
- Branislav Lečić, actor
- Draga Ljočić, prima femeie medic din Serbia
- Dragiša Lapčević, politician, jurnalist, istoric
- Isidora Sekulić, scriitoare
- Janko Veselinović, scriitor
- Jela Spiridonović-Savić, poet
- Jevrem Obrenović, fratele mai mic al prințului Miloš Obrenović, guvernator al Šabac nahija (district)
- Jovan Cvijić, geograf, președinte al Academiei Regale Sârbe, rector al Universității Belgrad
- Józef Poniatowski, lider polonez, general
- Sava Petrović, botanist
- Kosta Abrašević, poet
- Laza Lazarević, doctor, scriitor
- Ljubiša Jovanović, actor
- Mileva Marić, fizician sârb
- Milić Stanković, pictor
- Milorad Popović Šapčanin, poet, scriitor, dramaturg, pedagog și reformator educațional
- Sasha Knezev, realizator și autor de film sârb american
- Slobodan Jovanović, istoric, avocat, critic literar și om politic
- Stanislav Vinaver, scriitor avangardist
- Stojan Novaković, istoric, savant, scriitor, critic literar, traducător, politician și diplomat
- Šaban Šaulić, cântăreț de muzică populară
- Veselin Vujović, jucător de handbal
- Vladimir Jovanović, filozof, teoretician politic, economist, politician, scriitor politic
- Vladislav Lalicki, designer de producție, designer de costume, pictor
- Živojin Pavlović, regizor de film, scriitor
- Lyenko Urbanchich (1922–2006), politician australian
- Jasmina Vujic, profesor de inginerie nucleară la Berkeley, prima femeie de catedră de inginerie nucleară din SUA

Sportivi: 
- Mile Isaković, handbalist
- Milutin Dragićević, handbalist
- Miroslav Đukić, fotbalist
- Nemanja Matić, fotbalist

## Stema și steagul armorial
Există trei versiuni ale stemei Šabac: cea primară, mijlocie și cea mare.

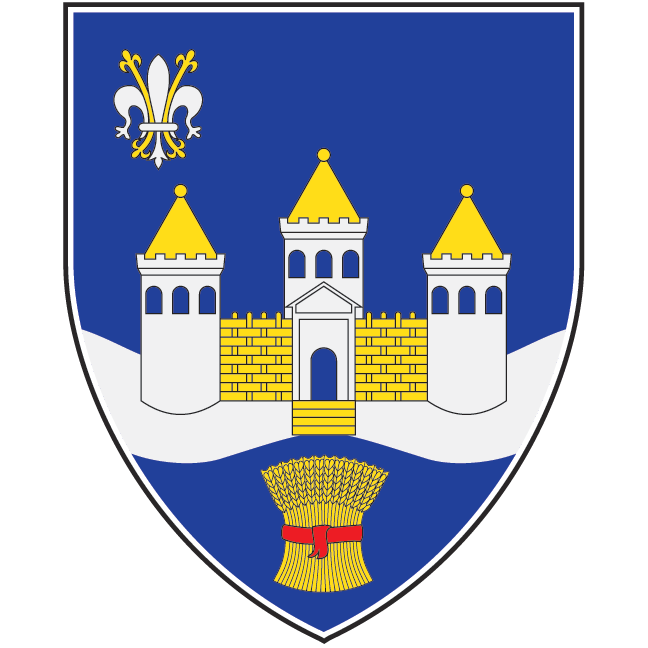
Stema primară
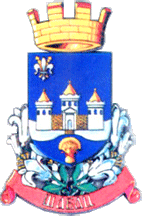
Stema mijlocie
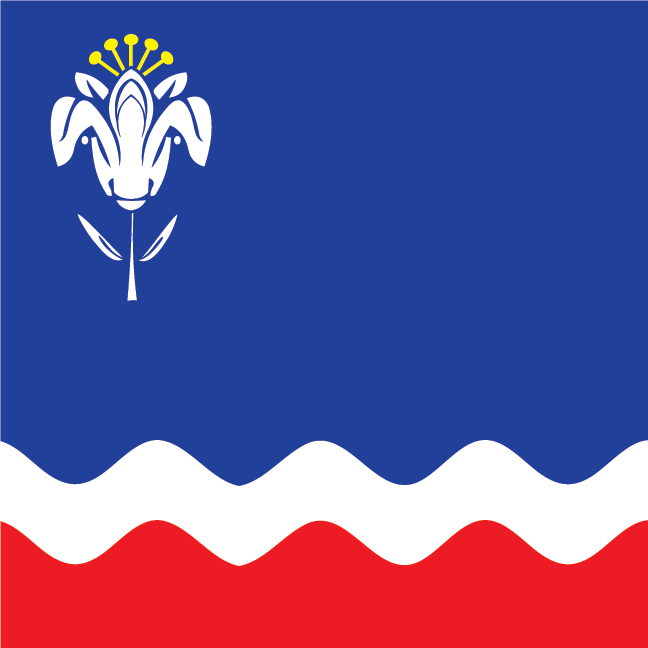
Steagul armatorului Šabac

## Orașe gemene - orașe surori
Šabac este înfrățit cu: 
- Argostoli, Grecia
- Fujimi, Japonia
- Kiryat Ata, Israel
- Kralupy nad Vltavou, Republica Cehă